# Шипкино
Шипкино — деревня в Октябрьском районе Челябинской области России. Входит в состав Маякского сельского поселения.

## География
Деревня находится на востоке Челябинской области, в лесостепной зоне, на восточном и южном берегах озера Козырёвское и на западном берегу озера Шипкинское, на расстоянии примерно 10 км (по прямой) к юго-западу от села Октябрьское, административного центра района. Абсолютная высота — 181 м над уровнем моря.

### Часовой пояс
Деревня Шипкино, как и вся Челябинская область, находится в часовой зоне МСК+2. Смещение применяемого времени относительно UTC составляет +5:00.

## Население
| 2002 | 2010 |
| ---- | ---- |
| 332  | ↘258 |

Гендерный состав
По данным Всероссийской переписи населения 2010 года, в гендерной структуре населения мужчины составляли 48,8 %, женщины — соответственно 51,2 %.
Национальный состав
Согласно результатам переписи 2002 года, в национальной структуре населения русские составляли 65 %.

## Улицы
- ул. 8 Марта,
- ул. Набережная,
- ул. Победы[6].